# Marujita Díaz
María del Dulce Nombre Díaz Ruiz (Sevilla, 27 d'abril de 1932-Madrid, 23 de juny de 2015), més coneguda com a Marujita Díaz, va ser una actriu i cantant espanyola, molt popular en el cinema espanyol dels anys cinquanta i seixanta.
Nascuda al sevillà barri de Triana, Díaz era la segona filla d'un ex-tramoista del Teatre Apolo de Madrid. Va debutar amb sis anys, destacant tant en la dansa, el cant i la interpretació. Als onze anys va formar part d'un quadre artístic on va actuar com a còmica, una altra faceta que també va explotar. Als setze anys va realitzar la seva primera intervenció en el cinema a La cigarra sota la direcció de Tony Leblanc.
El 1950, la productora CIFESA va oferir-li un contracte exclusiu per a cinema per a dos anys, si bé se li va permetre continuar fent teatre. Des del cinema es va fer famosa per la seva veu, amb un gran èxit com a cantant, especialment als anys seixanta. De fet, va alternar la música amb la interpretació. Entre les seves cançons destaquen, sempre amb un caràcter patriòtic propi del franquisme, Soldadito español, Banderita i les seves versions de cuplets, com és el cas de Si vas a París papá.
A finals dels cinquanta, va fer el seu primer viatge a Amèrica Llatina, on va estar un any. Durant aquella estada, el 1958, Cesáreo Gómez va convidar-la a participar en les sessions Semanas del cine español que es van dur a terme per diversos països; també va representar a Espanya al Festival de Cine Español d'Amèrica, celebrat a Caracas. El 1961, va rebre el Premio Nacional del Sindicato del Espectáculo com a millor actriu per Pelusa, i el mateix any va representar Espanya al Festival de Viña del Mar, a Xile.
Va ser una actriu molt polifacètica, va explotar gran quantitat de gèneres, si bé sempre va mantenir una faceta còmica en les seves interpretacions, amb papers similars a diverses comèdies. Malgrat el seu èxit al cinema, mai va deixar el teatre, on va treballar sobretot amb el gènere de revista musical, on sempre va tenir gran èxit. La seva fama es va mantenir fins als anys vuitanta, alternant entre el teatre, el cinema i la televisió.
El seu primer marit a ser Espartaco Santoni, veneçolà amb qui va estar casada quatre anys i se'n va divorciar el 1961. Es va tornar a casar el 1964 amb el ballarí Antonio Gades, però es va separar d'ell l'any següent, però no seria fins a l'any 1982 quan es declarés el matrimoni nul. La seva tercera parella va ser el cubà Dinio García, a qui Díaz va conèixer a Cuba l'any 1999. Una relació polèmica, perquè García tenia quaranta anys menys que ell. Es van separar el 2002, però es van reconciliar el 2013, durant una emissió del Deluxe. Díaz, però, no va tenir mai fills. Les seves relacions sentimentals sempre van ser conegudes i la van fer molt present a la premsa del cor.
Afectada per un càncer de colon des de feia alguns anys, en termes generals, l'actriu va retirar-se dels escenaris, si bé va aparèixer esporàdicament a televisió, a programes de la premsa rosa, sempre en relació amb alguna qüestió sentimental o per les seves diferències amb Sara Montiel. Va morir a una clínica de Madrid el 23 de juny de 2015, als 83 anys.